# دهمه
دِهمِه (به آلمانی: Dehme) یک منطقهٔ مسکونی در آلمان است که در باد اوین‌هاوزن واقع شده‌است. دهم ۳٬۲۹۴ نفر جمعیت دارد.